# Alto Paraguay

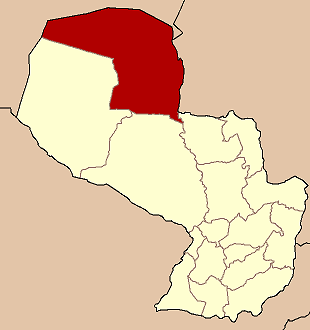

Alto Paraguay (Departamiento de Alto Paraguay) är ett departement i Paraguay beläget i landets norra del. Arean är 82349 km² som (2002) befolkas av 15 008 invånare. Det gränsar till departementen Boquerón, Presidente Hayes och Concepción samt till Brasilien och Bolivia. Huvudstaden heter Fuerte Olimpo.
Klimatet är tropiskt med en årsmedeltemperatur på 25° C och en nederbörd på 600–800 mm/år.
Viktigaste näringsgren är skogsbruket.